# Christophe Bombled
Pour les articles homonymes, voir Bombled.
Christophe Bombled, né le 25 novembre 1973 à Charleroi, est un homme politique belge, membre du mouvement réformateur (MR).

## Biographie
Christophe Bombled nait le 25 novembre 1973 à Charleroi.
Le 17 mars 2020, étant suppléant de la liste MR dans la circonscription de la province de Namur, il devient député fédéral à la Chambre des représentants à la suite de l'entrée de David Clarinval dans le gouvernement Wilmès II.
Lors des élections communales et provinciales de 2024, il est réélu bourgmestre de Cerfontaine, poste qu'il occupe depuis 2006.